# Knock Out
"Knock Out"  (hangul: 뻑이가요; rr: Ppeogigayo) é uma canção da dupla sul-coreana GD&TOP, contida em seu álbum de estreia homônimo. Foi lançada em 3 de janeiro de 2011 pela YG Entertainment. Composta pela dupla e produzida por Diplo, a canção serviu como o terceiro e último single do álbum. 
Após seu lançamento, "Knock Out" posicionou-se em número cinco na parada sul-coreana Gaon Digital Chart e em número quinze na estadunidense Billboard World Digital Songs.

## Composição
Com duração de três minutos e vinte e sete segundos (3:27), "Knock Out" é uma canção derivada do electro-hop e pop rap. 
Suas letras foram consideradas impróprias para serem transmitidas nas maiores emissoras de televisão sul-coreanas (MBC, SBS e KBS), por terem sido consideradas muito "vulgares e explícitas" para o público jovem. Um pedido foi realizado para que GD&TOP gravasse uma versão com letras "mais limpas" da canção, caso a dupla quisesse continuar promovendo-a na televisão, o que foi rejeitado.

## Desempenho nas paradas musicais
Na Coreia do Sul, "Knock Out" realizou sua estreia na parada da Gaon, durante a semana de 19 a 25 de dezembro de 2010, atingindo as posições de número 31 na Gaon Digital Chart, de número dezessete na Gaon Download Chart e de número 52 na Gaon Streaming Chart.  Na semana seguinte, após o lançamento de "Knock Out" como single, a canção subiu para seu pico de número cinco e quatro, respectivamente, na Gaon Digital Chart e Gaon Download Chart, e de número nove na Gaon Streaming Chart. Nos Estados Unidos, posicionou-se em número quinze na Billboard World Digital Songs.

### Posições
| Paradas (2010–11)                              | Melhor posição |
| ---------------------------------------------- | -------------- |
| Coreia do Sul (Gaon Weekly Digital Chart)      | 5              |
| Coreia do Sul (Gaon Monthly Digital Chart)     | 17             |
| Coreia do Sul (Gaon Weekly Download Chart)     | 4              |
| Coreia do Sul (Gaon Weekly Streaming Chart)    | 9              |
| Estados Unidos (Billboard World Digital Songs) | 15             |

### Vendas
| País          | Parada                     | Vendas  |
| ------------- | -------------------------- | ------- |
| Coreia do Sul | Gaon Download Chart (2011) | 775,180 |